# FK Keșlə Bakı
FK Keșlə Bakı este un club de fotbal din Baku, Azerbaidjan care evoluează în prima ligă azeră. Echipa a devenit campioana Azerbaidjanului în sezoanele 2007-2008 și 2009-2010. Pe 23 ianuarie 2011 clubul a câștigat Cupa CSI, turneul cluburilor din fostele state sovietice. Fondat în 1997 cu numele de Universitatea Khazar, în 2004 acesta a fost redenumit Inter Baku.